# Chirotica ruficoxa
Chirotica ruficoxa là một loài tò vò trong họ Ichneumonidae.